# Fodor István (botanikus)
Fodor István (Alsógereben, 1907. november 2. – Munkács, 2000. május 23.) botanikus.

## Életrajza
1907-ben született Bereg vármegyei Alsógerebenden (Nizsnya Hrabovnica). Itt töltötte gyermekkorát is. Apja Alsógerebenen állam néptanító és iskolaigazgató, ellett lelkes gyümölcstermesztő és növénynemesítő is volt.
A gimnáziumot a munkácsi gimnáziumban végezte, ahol tanára Margittai Antal volt, akit mélyen tisztelt mint pedagógust és a növények kitűnő ismerőjét. Az ő irányításával tette meg első lépéseit Kárpátalja növényvilágának megismerése felé.
Gimnáziumi tanulmányainak befejezése után szülői tanácsra először a papi hivatást célozta meg, és felvételre jelentkezett az ungvári görög-katolikus szemináriumba, de ez a próbálkozása énekvizsgájának sikertelensége miatt nem jött létre, kénytelen volt állás után nézni, így hamarosan vasutas lett Beregszentmiklóson. Ez az elfoglaltsága azonban nem tartott sokáig. Rövidesen
csatlakozott egy népes, kárpátaljai diákcsoporthoz, mely a prágai Károly Egyetemre tartott, és sikeres felvételi után rövidesen az egyetem hallgatója lett. Egyetemi tanulmányainak költségeit éveken keresztül a vendéglátóiparban végzett alkalmi munkákból fedezte. Miként a munkácsi gimnáziumban, úgy itt a prágai egyetemen is kegyes volt hozzá a sors, mivel itt szintén egy neves botanikus: Karéi Domin professzor keze alá került, minek köszönhetően eredményesen végezhette a botanikai kutatásait.
Első önálló kutatásainak témája és diplomamunkája is a Szernye-mocsár és Pannónia növényvilágának vizsgálata volt. Prágában sok kárpátaljai egyetemistával ismerkedett össze. Tanulmányaik befejeztével hazatértek és különböző
szakmákban elhelyezkedve ők alkották a helyi értelmiség színe-javát.
Az ungvári egyetemen kapott munkát. A háború utáni botanikai munkásságát és egyetemi tevékenységét a tanintézet botanikus kertjének megszervezésével kezdte, ebben elsősorban Hrabár Vladimír és egyik fiatal tanítványa, Perduk Zoltán segítette. Hamarosan asszisztensi állást kapott a botanikai tanszéken is. Kandidátusi disszertációjának megvédése után kinevezték egyetemi tanárrá, 54 éves korában pedig docenssé. Professzori kinevezését csak 1974-ben, 67 éves korában vehette át, miután a moszkvai Lomonoszov Egyetemen megvédte nagydoktori értekezését.
Jól ismerte szülőföldje növényvilágának kiemelkedő kutatóit, köztük Kitaibel Pál, Karel Domin, Margittai Antal, Laudon János, Ubrizsy Gábor és mások munkásságát. Ez jó alapot teremtett számára az elkövetkező évtizedek kutatásaihoz. Vizsgálódásai kezdetben főként Kárpátalja növénytakarójának rendszertani kutatására irányultak. Felkutatta a térség szinte minden zugát, feltérképezte a közel 3000 növényfaj elterjedtségét, lejegyezte az őshonos, a jövevény és az eltűnt növények mozgását. Ezeket az adatokat legjelentősebb művében, az először 1974-ben kiadott könyvében közölte. Később bővült botanikai érdeklődésének a köre is; foglalkozott erdészeti kérdésekkel, ökológiával, a növénytakaró védelmének problémáival, a kárpátaljai városok egzotikus és dísznövényeivel is. Közreműködött Ungvár parkosításában, zöldesitésében is és ő nyitotta meg az évente megrendezett hagyományos virágkiállításokat is. V. K. Terleckijjel és J. D. Hladunnal közösen jelentette meg 1982-ben a Kárpátok egzotikus növényei című könyvet, amelyben összefoglalta a tudnivalókat Kárpátalja, Bukovina és a nyugat-ukrajnai Galícia mintegy 360 növényvényfájáról, -cserjéjéről, azok feltételezett honosítási idejéről. A Szernye-mocsár különleges növényvilágának vizsgálatát még 1929-ben, prágai liyctemista korában elkezdte, s ez vissza-visszatérő témája volt későbbi kutatásainak is.

## Főbb művei
- Фодор С. С. Растительный покров Закарпатской области // Научные записки УжГУ. Ботаника.- 1956.- Т. 17.- С. 116–141.
- Фодор С. С. Доповнення до флори Закарпаття, що підлягає охороні // Про охорону природи Карпат.- Ужгород: Карпати, 1973.- С. 98-114.
- Фодор С. С. Флора Закарпаття.- Львів, 1974
- Фодор С. С., Терлецький В. К., Гладун Я. Д. Екзоти Карпат.- Ужгород: Карпати, 1982.- 120 с.
- Фодор С. С., Терлецький В. К., Гладун Я. Д. Ботанічні скарбниці Карпат, 1985